# ひろみどり
ひろ みどり（1949年10月30日 - ）は日本の女優。本名および旧芸名、山田 みどり。
東京都葛飾区出身。ライターズカンパニー田畑冨久子事務所所属。

## 来歴
高校を中退して1968年に東映ニューフェイスに応募し合格。第12期ニューフェイスとして東映に入社。同期に宮内洋・片山由美子などがいる。
本名で1969年の映画『極悪坊主・念仏人斬り旅』でデビュー。
以後数本の映画に出演後、1972年にフリーとなり、「ひろみどり」と改名。改名後は『にっぽん美女物語』（1974年）などの映画に出演。
1970年代より、テレビドラマを中心に活動している。
特技は、詩吟と手話。

## 出演

### テレビドラマ
NHK
- 万葉ラブストーリー 冬 第2話「棚田のマレビト」（2010年3月19日、NHK奈良）
- 連続テレビ小説
  - ごちそうさん（2013年） ‐まるや女将
  - おちょやん（2021年） ‐ 菊乃屋の女将
- 伝七捕物帳（2016年） ‐ 杉野屋

NTV
- 長崎犯科帳 第26話(最終話) 「さよなら長崎 また来るぜ」（1975年）
- 泣かせるあいつ 第6話（1976年）
- 西遊記 第1シリーズ 第1話「石猿誕生す」（1978年）
- 警視-K 第5話「まぼろしのニューヨーク」（1980年）- 今宿署に事情を聴かれる女
- 火曜サスペンス劇場「父と娘の真実　病院長のわいせつ行為を告発した女の転落死」（2002年12月3日）
- 終戦ドラマスペシャル「犬の消えた日」（2011年8月12日）

TBS
- 大岡越前
  - 第3部 第18話「過去を逃れて」（1972年）
  - 第15部
    - 第14話「茶店の親爺」（1998年12月14日） - 女将
    - 第16話「髪結い姉妹の殺意」（1999年1月4日） - おとき
- まごころ 第9話（1973年）
- 白い秘密（1976年10月1日 - 1977年4月1日） - 中沢早智子
- 天皇の料理番（1980年） - 男爵夫人 美沙子
- 横溝正史シリーズII「黒猫亭事件」前編・後編（1978年）
- 水戸黄門 第36部 第10話「夫婦の絆は河内節 -天橋立-」（2006年）

CX
- 忍法かげろう斬り 第22話「風魔の佳人（おんな）」（1972年）
- ご存知 女ねずみ小僧（1977年）
- 大空港
  - 第18話「人質奪回作戦 悪魔にもなれ! 父の愛」（1978年12月） - 山脇カズコ
  - 第34話「復讐の大追撃 TOKYOコネクション1979」（1979年4月） - 田口美代子
  - 第72話「忍び寄る魔手 友情は血で洗えるか?!」（1980年2月） - 江川千弥子
- 旅がらす事件帖（1980年） - お新（13話まで）
- 時代劇スペシャル
  - 「佐武と市捕物控〜入れ替った死体の謎! 事件の核心に怪しい女」（1981年） - おゆい
  - 「怪談牡丹燈籠〜恋の執念に狂気の死霊が妖しく身もだえる」（1982年）
- 江戸の用心棒（1981年）
- 鬼平犯科帳
  - 第5シリーズ 第9話「盗賊人相書き」（1994年） - おうの
  - 第6シリーズ 第2話「お峰・辰の市」（1995年） - おしげ
  - 第7シリーズ 第2話「男のまごころ」（1996年）
- 銭形平次 第5シリーズ 第10話「過去からの告発」（1995年） - おかじ
- 金曜エンタテイメント
  - 「京都祇園入り婿刑事事件簿1」（1997年） - 早川百合絵
  - 「京都祇園入り婿刑事事件簿8」（2001） - 佐藤婦長
- 新いのちの現場から 第1シリーズ（2004年）

ABC/EX
- 長谷川伸シリーズ「越後獅子祭」（1973年1月24日）
- 荒野の素浪人 第34話「傷だらけの勇者」（1974年） - お時
- 必殺シリーズ
  - 暗闇仕留人
    - 第14話「切なくて候」（1974年） - よう

  - 必殺仕置屋稼業
    - 第20話「一筆啓上手練が見えた」（1975年） - おふみ
    - 第27話「一筆啓上大奥が見えた」（1976年） - おとき

  - 必殺仕業人 第23話「あんたこの女の性をどう思う」（1976年） - お新
  - 新・必殺仕置人
    - 第13話「休診無用」（1977年） - 志津

  - 必殺仕事人
    - 第12話「味の音は七つの柩のとむらい唄か?」（1979年） - おもん
    - 第31話「弓技標的はずし」（1979年）

  - 必殺仕舞人
    - 第11話「秋田音頭は国盗り家老の冥土唄 -秋田-」（1981年） - よね
- 土曜ワイド劇場
  - 「狙われた婚約者」（1977年9月17日）
  - 「他殺岬　父よ愛児が殺された!」（1977年9月24日）
  - 「危険な団地　あなたに似た子」（1978年5月6日）
  - 「松本清張の聞かなかった場所」（1979年3月17日）
  - 「死刑台のロープウェイ　危険な家族」（1979年3月24日）
  - 「松本清張の地方紙を買う女 昇仙峡囮心中」（1981年11月14日）
  - 「京都殺人案内19 みちのく泣き地蔵の秘密」（1993年3月20日）
  - 「京都殺人案内21　みちのく母恋吹雪　盗撮された美女と羽黒山・国宝五重塔の謎」（1995年3月15日）
  - 「新・赤かぶ検事奮戦記2 呪いの紙草履 越中おわら風の盆の謎 飛騨高山－白骨温泉」（1995年10月21日）
  - 「ダイエット三姉妹の旅情事件簿1 雪の五箇山合掌村から消えた花嫁」（1997年1月17日）
  - 「新・赤かぶ検事奮戦記8　飛騨白川郷映画ロケ殺人事件」（1999年1月16日）
  - 「京都殺人案内25 根室・納沙布、慟哭の海! 北限に響くハーモニカ」（2002年4月20日）
  - 「京都殺人案内26 殺しを告げる女! 16年目の償い」（2003年2月15日）
  - 「京都殺人案内27 望郷」（2004年11月27日）
  - 「京都殺人案内28 涙そうそう 沖縄 音川音次郎刑事の一番長い日!」（2005年12月17日）
  - 「京都殺人案内29 北陸能登金剛〜和倉温泉! 赤い殺意の炎と美人秘書の秘密!」（2006年11月18日）
  - 「京都殺人案内31 〜夢の祇園・夢の祇園・花暦の殺意!」（2007年7月19日）
- 江戸の牙 第3話「阿片! 墓標なき男」（1979年）
- 傑作推理劇場「消えた献本」（1981年8月18日）
- 赤かぶ検事奮戦記 第2シリーズ 第2話「宝くじ殺人事件」（1981年） - 田代かつ子
- はぐれ医者・お命預かります! 第9話「人体解剖! 殿様になりたくなかった男」（1995年）
- 暴れん坊将軍VIII 第19話「妖しき占いの謎グータラ夫に説教された吉宗」（1998年）
- 新・京都迷宮案内 第1シリーズ 第8話「カリスマ主婦の誤算 女子高生通り魔事件」（2003年12月18日）
- 11通の出せなかったラブレター 第8通「午前0時の郵便ポスト」（2005年2月26日）
- 安楽椅子探偵と忘却の岬（2008年10月）
- おみやさん
  - 第6シリーズ 第9話「ひき逃げ事件とウサギのぬいぐるみ」（2009年1月22日）
  - 第7シリーズ 第8話「最後の時効捜査!! 血液型トリック15年後の真実」（2010年6月10日）
- 新・科捜研の女 第9シリーズ 第3話「非情の鑑定結果! 殺人犯になった親友」（2009年7月16日） - 本多節子
- 部長刑事シリーズ
  - 新・部長刑事アーバンポリス24
  - 警部補マリコ

TX
- プレイガール (1973年)
  - 第203話「女番長対プレイガール」 - いずみ
  - 第231話「朝は裸と別れのとき」 - さかえ
- そば屋梅吉捕物帳 第19話「江戸を走る影法師」（1980年） - おくみ
- 大江戸捜査網 第450話「おんな牢 地獄からの脱出」（1980年）
- 付き馬屋おえん事件帳 スペシャル「散る花 咲く花 吉原と大奥の光と影!」（1993年）
- メゾン風の丘（1998年12月4日）
- お江戸吉原事件帖 第8話「吉原炎上! 最後の仇討ち〜10年前の惨劇“片腕の男”の正体」（2007年）
- 刺客請負人2 第8話「明るい方へ」（2008年）
- 新春ワイド時代劇
  - 「忠臣蔵〜その義その愛」（2012年） - 吉良富子
  - 「影武者 徳川家康」（2014年） - 大蔵卿局
  - 「大江戸捜査網2015〜隠密同心、悪を斬る!」（2015年）

### 映画

#### 山田みどり 名義
- 極悪坊主・念仏人斬り旅　*デビュー作
- 関東テキヤ一家 喧嘩仁義（東映京都）
- 遊侠列伝（東映京都）
- 懲役太郎 まむしの兄弟（東映京都）
- まむしの兄弟 お礼参り（東映京都）
- 関東テキヤ一家 浅草の代紋（東映京都）
- 女番長ブルース 牝蜂の逆襲（東映京都）
- 女番長ブルース 牝蜂の挑戦（東映京都）

#### ひろみどり 名義
- 女番長ゲリラ（東映京都）
- 恐怖女子高校 女暴力教室（東映京都）
- 緋ぢりめん博徒（東映京都）
- エロ将軍と二十一人の愛妾（東映京都）
- 女番長（東映京都）
- 友情（松竹大船）
- にっぽん美女物語　女の中の女 （松竹＝田辺エージェンシー）
- 喜劇 大誘拐 （松竹大船）
- 刑事物語 （東宝＝キネマ旬報）
- アイラブ・フレンズ
- 花よりもなほ（松竹）
- 必殺仕掛人 梅安蟻地獄（1973年、松竹）
- 必殺仕掛人 春雪仕掛針（1974年、松竹）
- ザ・ドリフターズの極楽はどこだ!!（松竹）

### バラエティ・教養番組ほか
- チュー'sDAYコミックス 侍チュート!（毎日放送）
- 歴史秘話ヒストリア「大奥 史上最大の出世の花道」（2010年6月9日、NHK総合） - 大奥御年寄役・瀧山